# Bătălia de la Cârlibaba
Bătălia de la Cârlibaba (18 – 22 ianuarie 1915, în poloneză Bitwa pod Kirlibabą) a fost una dintre bătăliile purtate în iarna 1914-1915 pe Frontul de răsărit al Primului Război Mondial, între armata Austro-Ungară și armata Imperiului Rus. Lupta s-a purtat în Bucovina pe valea Bistriței Aurii, în zona Cârlibabei și a cătunului Fluturica. Bătălia s-a sfârșit cu o victorie a Dublei Monarhii, care a recucerit localitatățile și a respins trupele ruse, aflate inițial în ofensivă.
Bătălia a reprezentat un moment important, deoarece câștigarea ei de către Dubla Monarhie a determinat oprirea avansării armatelor imperiale ruse către Transilvania. De asemeni a deschis calea pentru reluarea ulterioară a inițiativei strategice în zona de sud a Frontului de răsărit de către austro-ungari, prin intermediul contraofensivei desfășurate de către Armee-Gruppe Pflanzer-Baltin.
Suplimentar, menținerea controlului coridorului de transport dintre Maramureș și Depresiunea Dornelor de către Austro-Ungaria a făcut posibilă consolidarea ulterioară a importanței militare și  strategice a acestuia, prin construirea unei căi ferate de legătură între Borșa și Iacobeni.
Dintre unitățile implicate, în ceea ce privește dinamica bătăliei și tactica acesteia soldații Legiunilor Poloneze au jucat roluri semnificative, deoarece au fost vârful de atac și autorii concepției tactice care a dus pe plan local, la succes.

## Contextul geografic, militar și politic
Armatele ruse și austro-ungare în iarna 1914-1915 se aflau în contact în zona Munților Carpați, sau în apropierea acestora. Deși Fortăreața Przemyśl continua să reziste în nord în spatele liniilor inamice, armata rusă o ocolise și continuase să obțină progrese împingând spre vest trupele Dublei Monarhii.

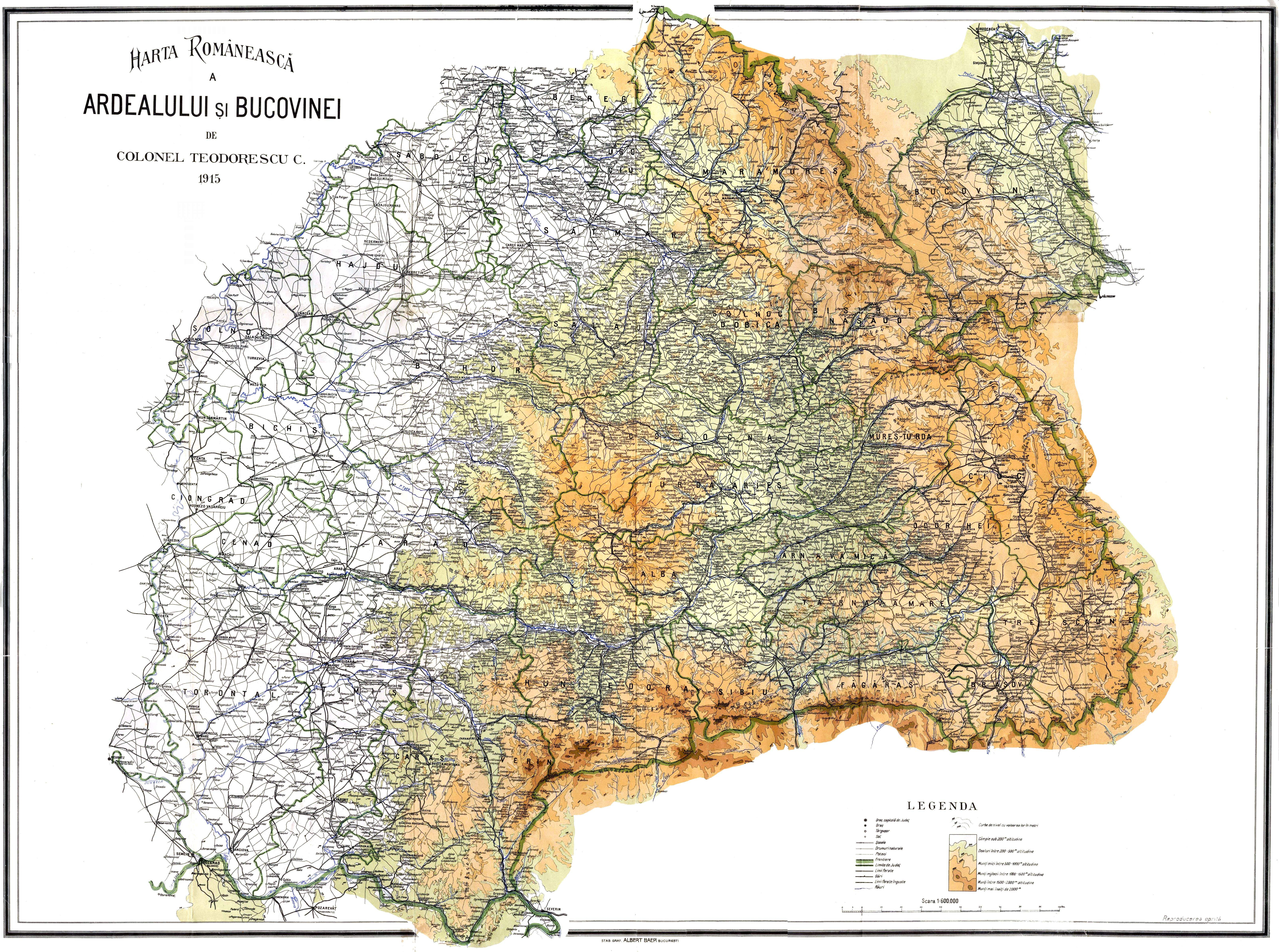
Harta Colonelului Teodorescu din 1915 a regiunilor austro-ungare locuite de români. În Bucovina se poate observa arealul zonei de operații, precum și proximitatea acestuia atât față de Regatul României cât și față de trecătorile Prislop, Rotunda și Tihuța. Prin aceste pasuri armata rusă ar fi putut coborî fie în Maramureș (prin Prislop), fie în Depresiunea colinară a Transilvaniei (prin Rotunda și Tihuța)

În prima jumătate a lunii ianuarie 1915 trupele austro-ungare ale Armee-Gruppe Pflanzer-Baltin – aflate în retragere în extremitatea sudică a Frontului de Răsărit, erau angajate în luptă în vestul Bucovinei pe versanții estici ai Carpaților Orientali. În coridorul aflat între Carpații Maramureșului și Bucovinei și Carpații Moldo-Transilvani, Divizia 71 Infanterie rusă alături de câteva unități de cazaci de dimensiunea unei divizii, forțaseră trupele austro-ungare formate din Divizia 54 de infanterie condusă de generalul Schultheisz și din grupul colonelului Eduard Fischer să se retragă. Generalul Karl Freiherr von Pflanzer-Baltin a devenit preocupat de faptul că aripa sa dreaptă ar fi putut ajunge în imposibilitate de a rezista loviturilor ruse. Din punct operațional, cele mai mari probleme armatele ruse le-ar fi putut genera prin avansarea spre Maramureș pe linia Borșa Sighet, dar și alternativa de a fi împinse armatele austro-ungare dincolo de Vatra Dornei  prin Pasul Tihuța era de neacceptat, din cauza atitudinii pe care ar fi putut să o ia România.

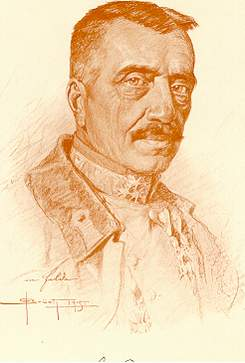
Generalul austro-ungar Karl Freiherr von Pflanzer-Baltin, comandantul Armee-Gruppe Pflanzer-Baltin

La 6 ianuarie 1915 rușii au ocupat Câmpulung Moldovenesc și la 9 ianuarie Iacobeni. Pe 12 ianuarie, rușii au lansat un atac prin învăluire împotriva trupelor lui Schultheisz (Div. 54 k.u.k), care s-au retras de pe pozițiile deținute pe Lucina spre trecătorile fortificate Rotunda și Prislop. Trupele ruse au continuat să avanseze și spre zona Cârlibabei, ocupată la data de 16 ianuarie. Concomitent cu retragerea forțelor austro-ungare spre pasurile Rotunda și Prislop, rușii s-au oprit pentru a-și consolida pozițiile de pe valea Bistriței Aurii la aproximativ 4 km în amonte de Cârlibaba și, pentru a desfășura acțiuni de cercetare-recunoaștere.
Înaintarea rapidă al unităților ruse și retragerea din zonă a armatei austro-ungare au creat posibilitatea ca trupele ruse să ocupe Vatra Dornei și restul arealului de nord al graniței dintre Austro-Ungaria și Regatul României. Pentru guvernul ungar condus de către contele István Tisza a devenit evidentă nu numai perspectiva de a pierde o porțiune de importanță strategică a teritoriului național, ci și incertitudinea reacțiilor pe care le-ar fi avut autoritățile române în cazul în care rușii ar fi stăpânit într-adevăr zona respectivă de frontieră româno-austro-ungară.
O contraofensivă de-a lungul liniei Carpaților – supusă intensei presiuni a armatelor imperiale ruse care doreau să ajungă în Câmpia Panonică, a fost stabilită pentru începutul anului 1915. La nivelul aripii drepte a efortului ofensiv, cu acest obiectiv a fost însărcinat Armee-Gruppe Pflanzer-Baltin. Unul din scopurile sale era reprezentat de alungarea rușilor din Bucovina.

## Preludiul

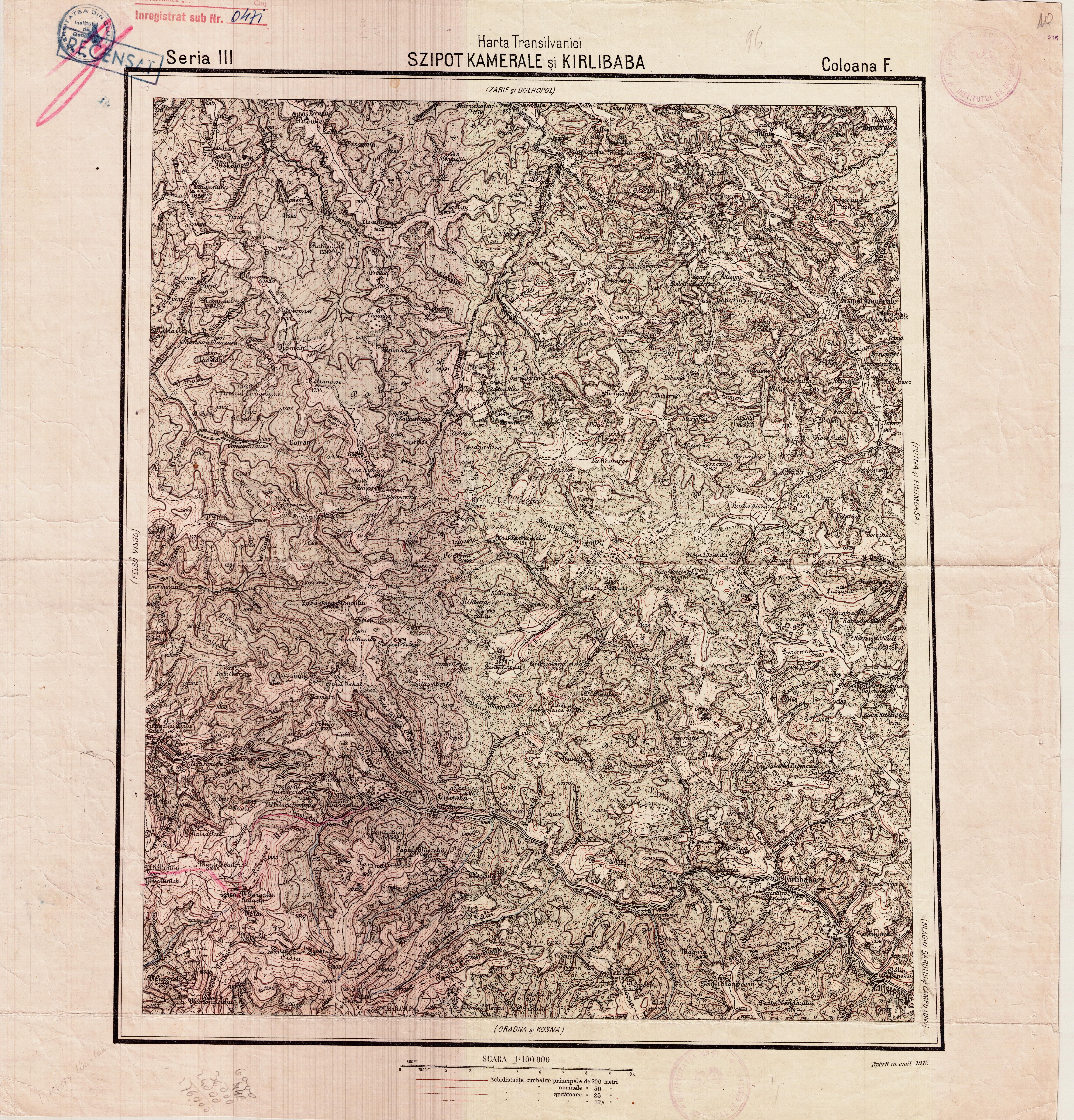
Geografia zonei de operațiuni

Odată decisă contraofensiva, pentru întărirea aripii drepte au fost dirijate trupe suplimentare. Printre acestea au fost și trupe de legionari polonezi. Relocarea pe front a batalioanelor poloneze a început după 10 ianuarie, dată după care au fost scoase din dispozitiv de la Ökörmező) și dirijate spre a se constitui în rezervă operativă pentru trupele lui Schultheisz.
Acestea au sosit pe calea ferată la 16 ianuarie la Borșa. Între 17 ianuarie și dimineața zilei de 18 ianuarie legionarii au traversat Pasul Prislop în condiții climatice dificile (temperaturi de −28 de grade Celsius și zăpadă între 1 și 2,5 m), cărând un echipament care în condiții de iarnă ajungea pentru fiecare combatant la aproximativ 30 kg.
Contraatacul necesar ruperii pozițiilor deținute de ruși pe valea Bistriței Aurii, a fost încredințat acestor trupe de legionari polonezi, coordonate în zonă de către comandantul Regimentului 2 Infanterie – Zygmunt Zieliński. Acestea urmau a fi sprijinite în acțiunea de luptă de către trupe austro-ungare.
Trupele austro-ungare au realizat acoperirea, la sud-vest dinspre Pasul Rotunda și la nordul văii Bistriței dinspre Muntele Zambroslăviile.

### Ordinea de bătaie

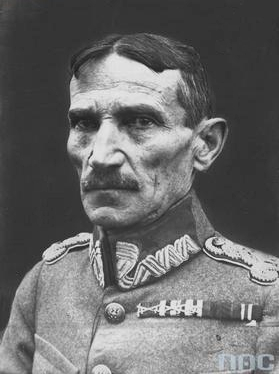
Comandantul polonez, colonelul Zygmunt Zieliński

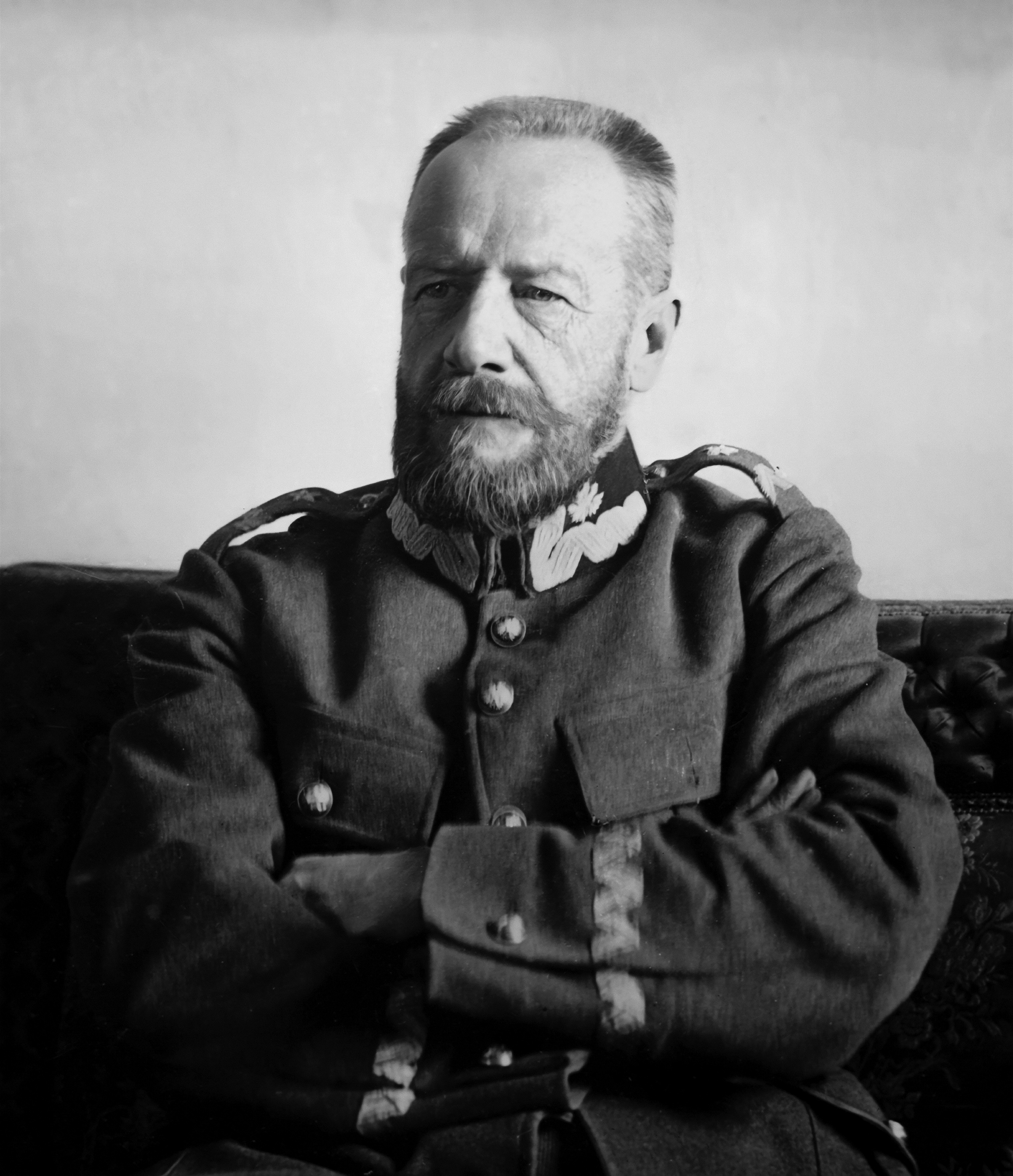
Comandantul rus, colonelul Lucjan Zeligowski

Trupele implicate în bătălie au fost:
| - De partea austro-ungară Divizia 54 Infanterie austro-ungară (austriacă) condusă de generalul Emil Schultheisz von Deveczer, 2 grupuri de luptă conduse de către maiorii Scholz și Salamon, 1 batalion de Landsturm și trupe din Brigada a II-a a Legiunilor Poloneze. Din aceeastă brigadă au intrat în luptă batalioanele I, II și III din Regimentul 2 Infanterie, batalioanele II și IV din Regimentul III Infanterie, escadroanele II și III din Regimentul 2 Cavalerie și Bateriile 2 și 3 artilerie – în total (polonezi) 90 de ofițeri, 1980 de infanteriști, 150 de ulani, 2 baterii de artilerie, 3 mitraliere grele. - De partea rusă (comandant colonel Lucjan Zeligowski) unități din Divizia 71 Infanterie (Regimentele 284 și 282 – rămas în rezervă), 2 sotnii de cazaci, 16 mitraliere grele și 16 tunuri. |

## Bătălia

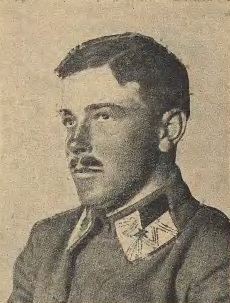
Maiorul Marian Januszajtis-Żegota, autorul planului de atac prin flanc

Trupele ruse erau venite peste Obcina Mestecăniș prin Pasul Lucina, ca parte a efortului de a ajunge în valea Bistriței Aurii. Odată ocupată Cârlibaba, rușii își trimiseseră patrulele până la Ciocănești.
Coborând din Prislop, trupele poloneze s-au dispus pentru a forma o linie de bătălie, în 4 coloane:
| - Grupul maior „Alfred” Lauenhardt (1 batalion), a fost trimis pe drumul Moldova Sulița – Seletin pentru a ataca baza inamică - Grupul căpitan „Rokle” - Zygmunt Hofbauer (1 batalion), s-a situat în aripa stângă - Grupul colonel „Zygmunt” Zieliński (2 batalioane de infanterie, artileria, 1 escadron de cavalerie cu rol de protecție a artileriei, mitralierele grele), a fost desemnat ca vârf de atac – pe șosea - Grupul maior „Zegota” - Marian Januszajtis (1 batalion infanterie, 1 escadron de cavalerie cu rol de protecție), s-a situat în aripa dreaptă |

Cavaleriștii au fost destinați să lupte pe jos, ca infanteriști.
Luptele, care au fost purtate în zona Cârlibabei (germană Mariensee, Ludwigsdorf, poloneză Kirlibaba, maghiară Radnalajosfalva) și a cătunului Fluturica (maghiară Papfalva), s-au dus în condiții climatice deosebite: viscol, temperaturi care au ajuns până la −30 grade Celsius și zăpadă înaltă până la 2 m.

### 18 ianuarie

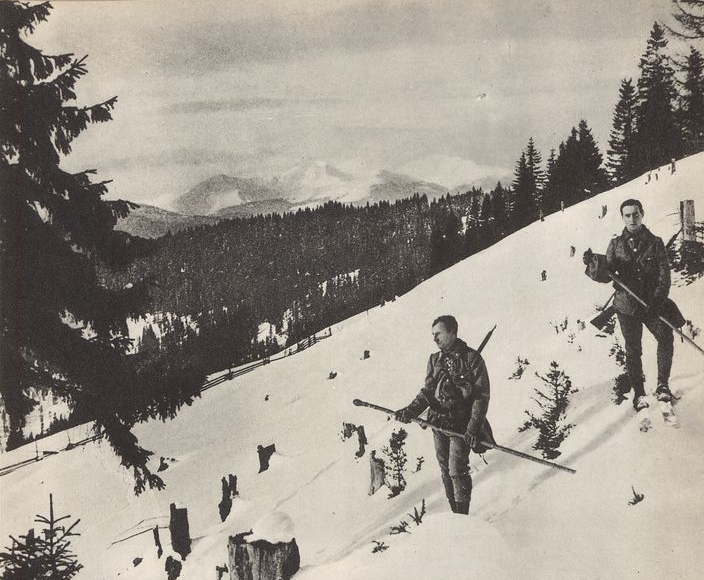
În arealul bătăliei, un important rol în desfășurarea acțiunilor de cercetare și de recunoaștere precum și în stabilirea conexiunilor între unități l-au jucat patrulele de telefoniști. Aceștia s-au deplasat pe schiuri.

Trupele poloneze au luat contact cu inamicul în ziua de 18 ianuarie, aproximativ în jurul orei 14 într-o zonă în care valea se îngusta înainte de confluența cu Țibăul. În aripa dreaptă a frontului austro-ungar se găseau unități din divizia 54 și în aripa stângă grupurile maiorilor Scholz și Salamon.
După intrarea în dispozitiv în preajma unui șir de clădiri, polonezii maiorului Żegota-Januszajtis au atacat de-a lungul drumului și au pus pe fugă patrulele ruse din Regimentul 284. În apropiere de cătunul Fluturica (unde erau înălțimile dominante), după o cotitură a drumului avansul lor a fost oprit într-un loc în care fuseseră create poziții defensive, camuflate pe pante abrupte și stâncoase și apărate de mitraliere grele (lângă cota 976). Un mic grup de polonezi a reușit totuși să se infiltreze pe stânga văii pe unul dintre versanții muntelui Bretila, de unde se puteau vedea pozițiile ruse. Deși grupul respectiv nu a reușit să stabilească contactul cu soldații austrieci, în noaptea de 18 spre 19 ianuarie a fost ajuns de un pluton polonez de cercetași, care în costume de camuflaj a continuat infiltrarea peste apa Țibăului, spre Fluturica.
La limita cătunului, pe șosea cercetașii s-au angajat într-un schimb de focuri cu avangarda rusă, care s-a retras pe pozițiile defensive deținute. După un scurt atac al pozițiilor inamice, polonezii s-au retras și ei spre pozițiile proprii.

### 19 ianuarie

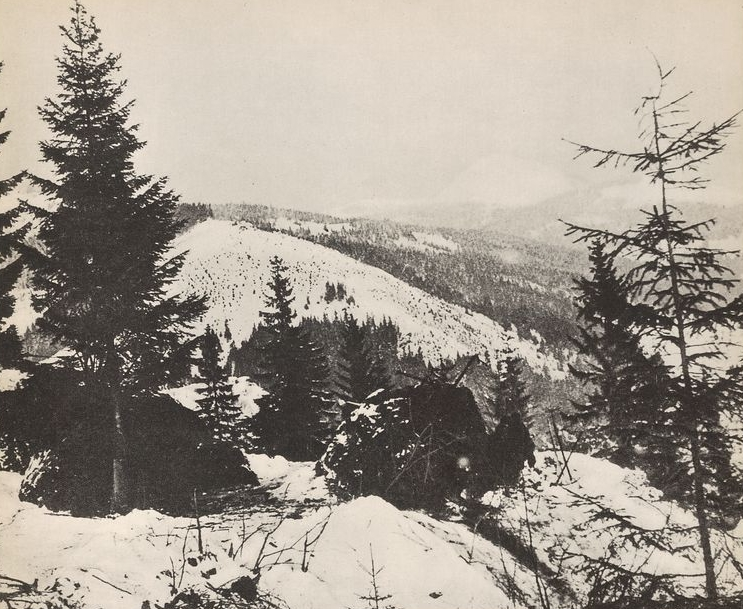
Imagine din 1915 din zona de operațiuni

Recomandarea generalului Schultheisz, comandantul Diviziei 54 aflate în sudul văii Bistriței Aurii, a fost de atac frontal al poziției inamice din defileu care apăra Fluturica. Maiorul Zegota-Januszajtis, împotriva ordinelor generalului – care era superiorul său, a decis să dirijeze atacul prin flancul drept al poziției întărite peste muntele Măgura (cota 1276) din Munții Suhard. 2 companii de infanterie din Batalionul I Regimentul 2 și 2 baterii de artilerie au fost destinate acestei operațiuni de ocolire a dispozitivului inamic. În cazul unui succes al manevrei care ar fi putut fi dezvoltat, un al doilea batalion ar fi pornit la asalt. În perimetru urmau să mai fie încă alte 3 companii.
Ofensiva a reînceput în primele ore ale dimineții zilei de 19 ianuarie 1915 după o regrupare a unităților poloneze, care a implicat și acoperirea breșei din aripa stângă dintre unitățile Legiunii și grupul maiorului Scholz, aflat pe un deal (cota 1365). În zori, căpitanul Strzelecki și soldații săi au început acțiunea de flancare a dispozitivului inamic dinspre sud-vest, precedați de un pluton de combatanți camuflați cu cuverturi albe, care a deschis drumul prin zăpadă. Protecția unităților de artilerie a fost asigurată de un escadron de cavaleriști, în timp ce un al doilea escadron a asigurat momentul crucial de ascensiune de către infanteriști, a măgurii.
Ascensiunea grupului de atac a durat 5 ore și s-a făcut prin peste 2 m de zăpadă, printr-o pădure deasă, printre copaci căzuți și râpe. În jurul orei 12 după ce a trecut de vârf neobservată, gruparea de atac a ajuns în apropierea pozițiilor ruse la 20 de pași de acestea, moment în care este văzută și, după un scurt moment de confuzie în care se pare că rușii se vor retrage, începe schimbul de focuri.

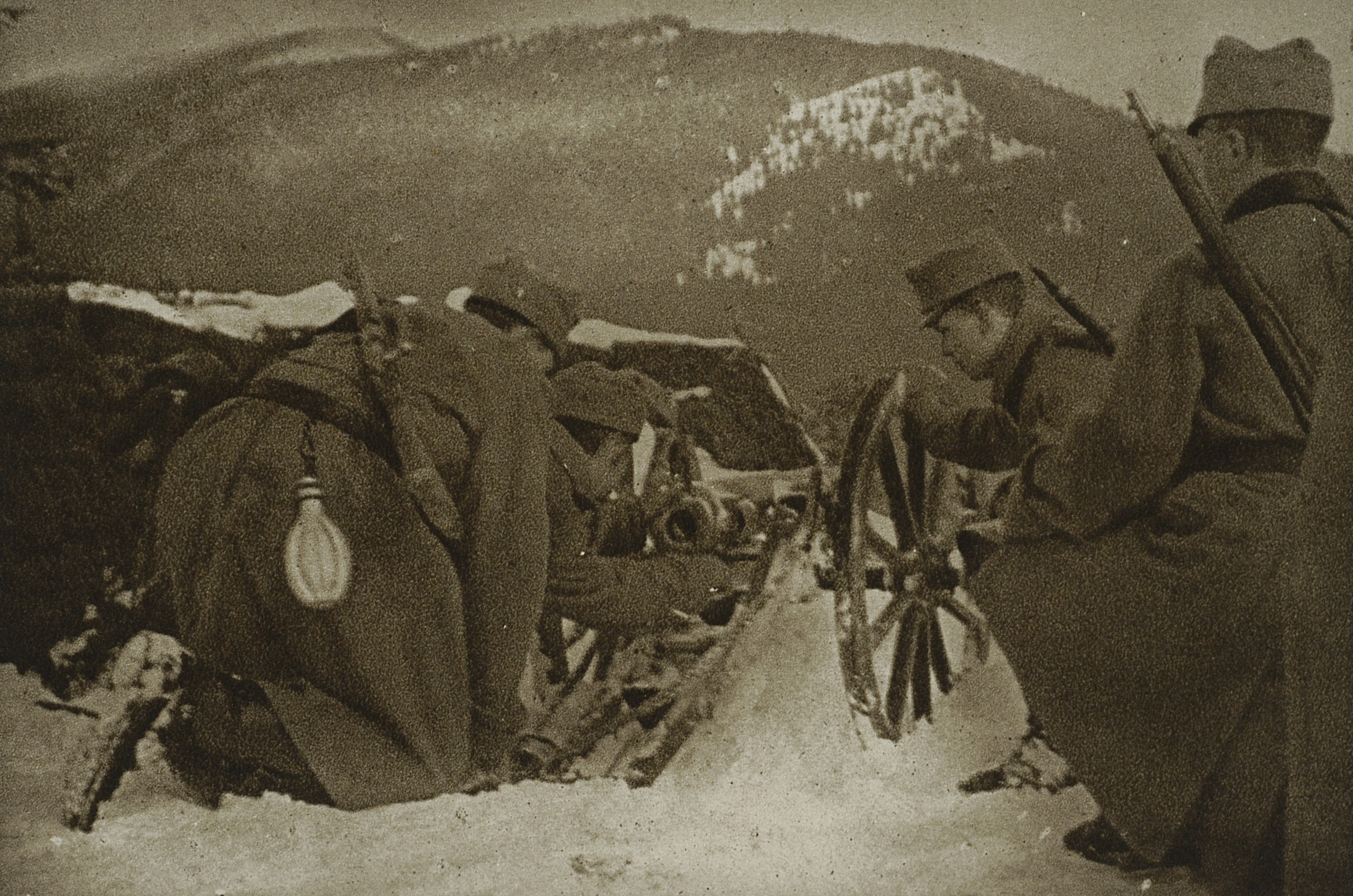
Artileria Brigăzii a II-a a Legiunilor Poloneze în acțiune în Carpați

Aflați sub atac, rușii au ripostat și au urmat 2 ore de tiruri reciproce din poziții foarte apropiate și, uneori lupte corp la corp. În jurul orei 14 rușii au încercat ocolirea aripii drepte a atacatorilor, ceea ce ar fi avut ca efect tăierea legăturii acestora cu șoseaua din amonte și trupele amice. Aflați într-o situație dificilă, polonezii au reușit să dejoace manevra soldaților inamici. În curând cele 2 baterii de artilerie au fost puse pe poziții și tirul a fost dirijat de observatori aflați în poziții convenabile. În jurul orei 16 gruparea de atac prin flanc a ajuns să stăpânească poziția și rușii s-au retras. Generalul Schultheisz a rămas sceptic și a ordonat polonezilor doar păstrarea pozițiilor deținute, peste noapte. Printre pierderi suferite de trupele poloneze s-a numărat și comandantul acțiunii – căpitanul Strzelecki, comanda fiind preluată de către locotenentul Kazimierz Kuta.

### 20 ianuarie
O zi mai târziu pe 20 ianuarie în jurul prânzului, rușii au încercat să recucerească cota deținută de către trupele poloneze. În acest scop, au făcut o încercare de învăluire prin flanc a aripii drepte a grupării de atac, în timp ce aripa stângă a fost fixată de tiruri intense. În timpul luptei pentru apărarea aripii drepte soldații Diviziei 54 austro-ungare au început să se retragă, ceea ce a determinat curbarea dispozitivului polonez, pentru a opri deschiderea unei breșe. Deși aflate într-o situație dificilă, trupele poloneze au reușit să se mențină până la sosirea rezervelor. Cu o forță de mărimea a 2 batalioane (I și II din Regimentul 2) acțiunea ofensivă a fost reluată, iar polonezii au coborât spre Fluturica luând podul peste Bistrița, intrând în capătul localității și determinând trupele ruse să-și părăsească pozițiile defensive fortificate deținute în amonte de cătun (lângă cota 976).
Odată reînceput asaltul, soldații Diviziei 54 care mai înainte se retrăseseră au revenit la contraatac. Unele unități au trecut creasta dealului și s-au oprit la 2 km sud-vest de Cârlibaba Nouă. În tot acest timp, grupurile Scholz și Salamon aflate la cotele 1365 și 1356 nu au intervenit în luptă.

### 21 ianuarie
În ziua de 21 ianuarie rușii au încercat să profite de atitudinea de expectativă a trupelor austriece și au încercat să-și recâștige pozițiile de pe ambele maluri ale Bistriței Aurii. Pentru aceasta, au atacat pozițiile deținute de Batalioanele de infanterie I și III poloneze din vecinătatea cătunului Fluturica, cu sprijinul a două baterii de artilerie. Focul de artilerie a durat întreaga zi dar legionarii au fost capabili să respingă atacul și să-și mențină poziția, chiar dacă una dintre mitralierele lor grele a fost distrusă. Totuși, până spre seară canonada a avut ca efect rărirea și reducerea puterii unităților poloneze din Regimentul 2, care au trebuit să se regrupeze. Epuizat de luptele duse, batalionul maiorului Marian Zegota-Januszajtis a fost retras în rezervă și înlocuit cu Batalionul III al căpitanului Kazimierz Fabrycego, sprijinit de Batalionul 29 austo-ungar de Landsturm.

### 22 ianuarie
Pe 22 ianuarie comandanții forțelor ruse au decis retragerea trupelor imperiale, considerând pozițiile ocupate de unitățile lor din Fluturica și Cârlibaba foarte dificil de apărat și expuse la încercuire. Regimente 284 și 282 de infanteria rusă au părăsit astfel pozițiile, spre nord în direcția Seletin. Retragerea forțelor ruse a avut loc în grabă și confuzie, astfel încât rușii au lăsat pe loc o cantitate considerabilă de muniție care mai târziu a folosit legionarilor, precum și echipament militar. Unele dintre posturile ruse nu au fost informate despre retragere, astfel că soldații acestora au fost luați prizonieri.
Deja în ziua de 22 victoria era evidentă, astfel că o patrulă poloneză a putut să înainteze 10 km dincolo de Cârliaba, fără a întâlni vreo urmă a rușilor.

## Consecințele

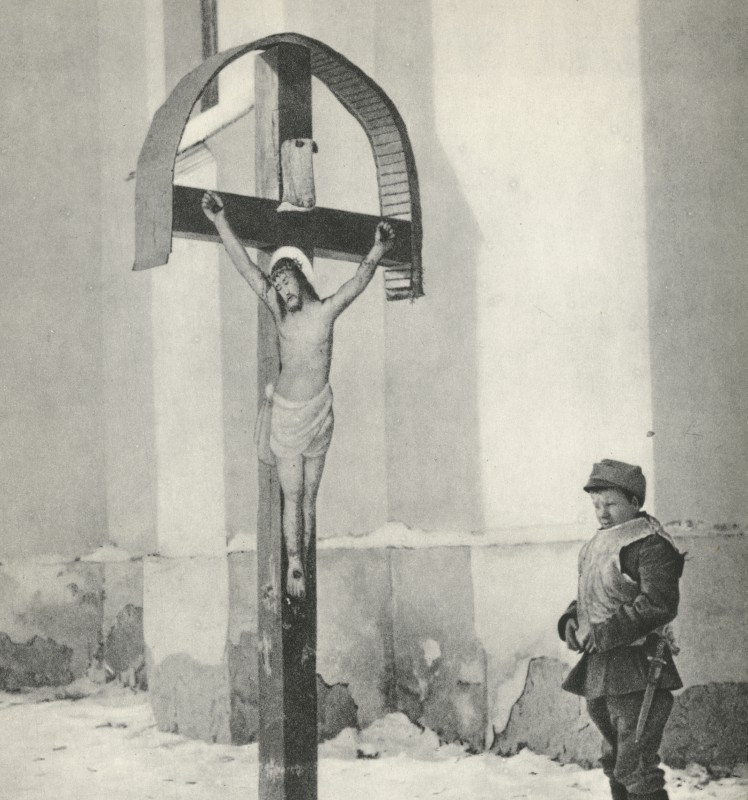
Legionar polonez aflat lângă o troiță din Cârlibaba

Retragerea rușilor a lăsat în mâna polonezilor 300 de prizonieri. În dimineața zilei de 23 ianuarie 1915 au intrat în Cârlibaba principalele forțe poloneze. Tot pe 23 ianuarie, în imediata apropiere a Bisericii romano-catolice Sfântul Nicolae au fost îngropați căpitanul Strzelecki și alți legionari morți în luptele duse pentru câștigarea localității.
Indirect, efectele securizării în mâna Dublei Monarhii a înălțimilor dominante de la Fluturica s-au resimțit spre sud, unde trupele austro-ungare care luptau între Vatra Dornei și Mestecăniș erau supuse la atacuri grele și erau pe cale de a fi învăluite prin ambele flancuri. Aceste atacuri s-au oprit pe data de 20 ianuarie, odată cu declanșarea și dezvoltarea bătăliei în zona Cârlibabei, în spatele rușilor.
Câștigarea luptei de la Cârlibaba, recucerirea localităților și respingerea rușilor au reprezentat un moment cheie, care a oprit avansul armatelor imperiale ruse către Transilvania. De asemeni, a deschis calea pentru ofensiva austro-ungară care a urmat, ofensivă în care 50.000 de soldați sub comanda generalului von Pflanzer-Baltin au încercat să recâștige Bucovina și Pocuția pentru austro-ungari pornind de pe linia Iasinia – Cârlibaba – Vatra Dornei.
Ulterior, în contextul în care lipsa unei legături feroviare directe spre Bucovina a constituit la momentul respectiv o gravă problemă pentru armata austro-ungară, s-a considerat că o cale ferată de la Borșa la Iacobeni prin Pasul Prislop și apoi pe valea Bistriței, ar putea constitui un pas strategic și un avantaj militar importante. Astfel, pe data de a 15 februarie  1915 au început lucrările la linia ferată, lucrări care aveau să dureze până la 1 mai 1916 și la care au fost folosiți atât 4000 de prizonieri de război ruși cât și localnici din zonă. La Cârlibaba, Prislop și Iacobeni au fost înființate tabere militare cu soldați care au avut rolul de a consolida linia frontului și de a apăra calea ferată nou construită. Aceasta a funcționat până în decembrie 1918 și a fost folosită pentru transportul de trupe, muniție, armament, mărfuri și animale vii.

### Analize postbelice
Decizia trupelor ruse de a temporiza continuarea ofensivei după cucerirea inițială de către acestea a Cârlibabei, a fost un moment critic. Deși tactic a servit orientării mai precise în teren, consolidării pe loc și deplasării spre linia frontului a armamentului greu și rezervelor, a fost o eroare cu consecințe strategice. În cazul în care atacul rus ar fi continuat să dezvolte succesul inițial, cel mai probabil trupele imperiale ruse ar fi reușit să-și atingă obiectivul de a stăpâni frontiera ungaro-română, cu consecințe militare și probabil politice diferite. Oprindu-se, au oferit armatei austro-ungare singura soluție posibilă, aceea de a încerca stoparea continuării acțiunii ruse și de a transforma retragerea într-o contraofensivă, cu rol de a împinge atacatorii înspre est.
Literatura poloneză speculează ipoteze legate de rolul comandantului trupelor ruse, colonelul Lucjan Zeligowski. Acest a fost un etnic polonez, dovedindu-se mai târziu un erou al luptei de eliberare a poporului polonez dintre anii 1918-1920. Capacitatea combativă a acestuia ar fi fost considerabil influențată de faptul că avea de luptat cu conaționali, mergându-se până acolo încât una dintre ipoteze este aceea că acesta ar fi contribuit la înfrângerea trupelor ruse în Bucovina, într-un moment în care polonezii de pe ambele laturi ale liniei de front se gândeau la aniversarea din 22 ianuarie a declanșării Insurecției poloneze din ianuarie 1863, contra Imperiului Rus.

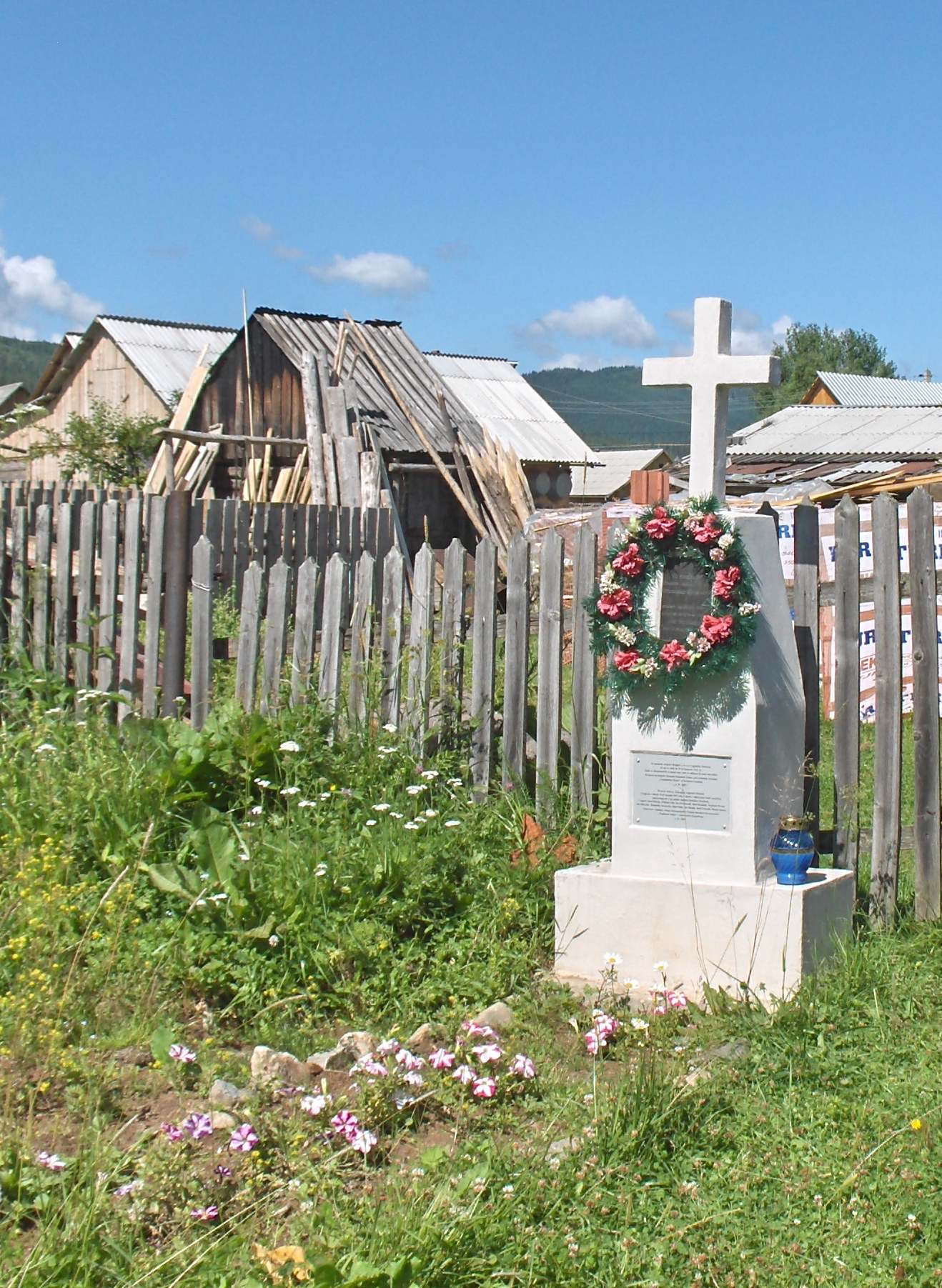
Crucea comemorativă a soldaților polonezi uciși în Cârlibaba

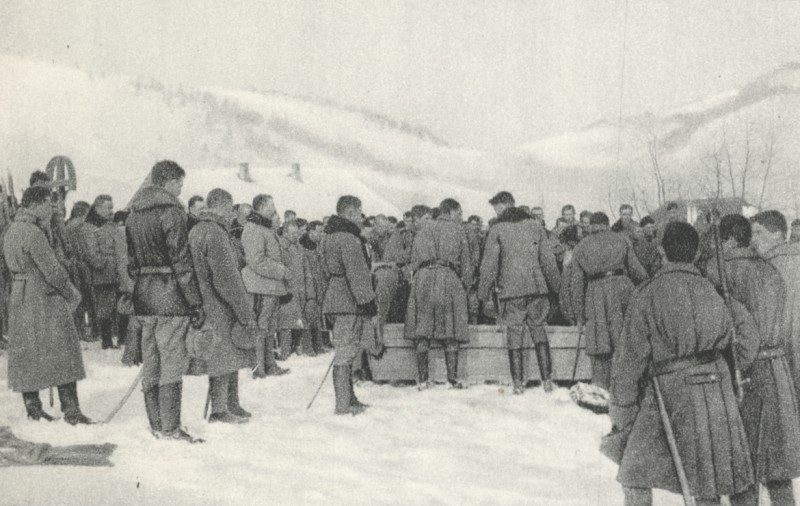
Înmormântarea pe 23 ianuarie 1915 a căpitanului Stanislaw Strzelecki din Regimentul 2 Infanterie al Legiunilor Poloneze, ucis în luptele de la Cârlibaba

## In memoriam
Cârlibaba este unul dintre puținele locuri în care au luptat Legiunile poloneze în ceea ce este acum România și singurul de pe actualul teritoriu românesc unde trupele acestora au avut un impact semnificativ.
În anul 1932 s-a ridicat la Cârlibaba un monument comemorativ care a fost refăcut în anul 2007. O placă scrisă în limbile poloneză și română reamintește numele unor soldați polonezi decedați în bătălia pentru Cârlibaba, înmormântați aici într-o groapă comună. Aceștia au fost: căpitanul Stanisław Strzelecki și legionarii Józef Dzierża, Wilhelm Goll, Jan Grochowski, Józef Krzaśnik, Wojciech Matula, Jan Milewski, Konstanty Parszywka, Józef Pluta, Jan Skulak, Józef Tomasik, Michał Zaraza.

## Bibliografie

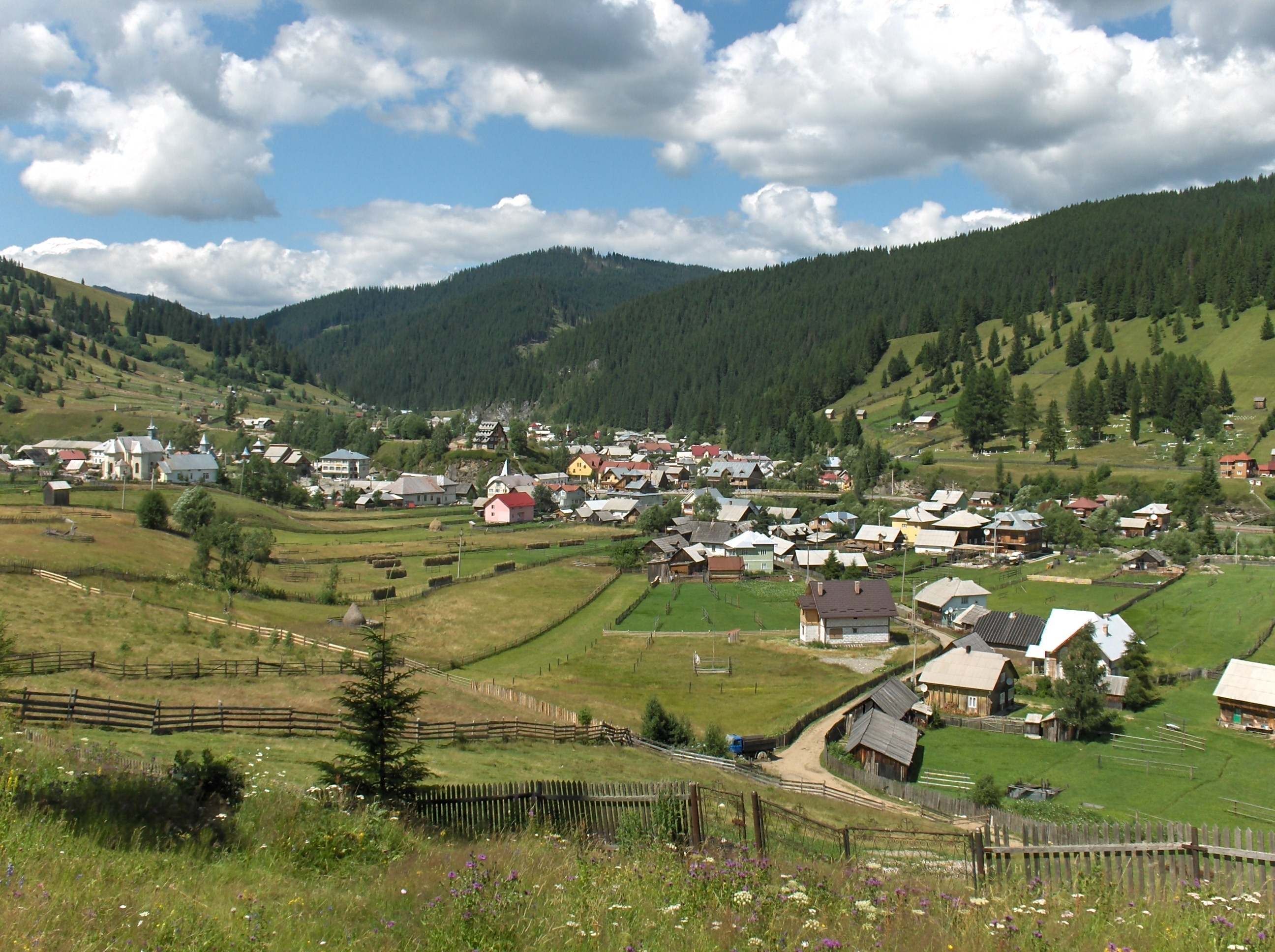
Cârlibaba, astăzi